# Vašica
Kisfalud (szerbül Vašica / Вашица) település Szerbiában, a Vajdaságban, a Szerémségi körzetben, Šid községben.

## Demográfiai változások
| 1948 | 1953 | 1961 | 1971 | 1981 | 1991 | 2002 |
| ---- | ---- | ---- | ---- | ---- | ---- | ---- |
| 2065 | 2158 | 2163 | 1963 | 1740 | 1636 | 1717 |